# Университет Нотр-Дам
Университет Нотр-Дам (англ. University of Notre Dame, также известный как University of Notre Dame du Lac, сокр. Notre Dame или ND) — частный католический исследовательский университет, основанный в 1842 году французским священником Эдвардом Сорином.
Нотр-Дам признан одним из лучших университетов США. Университет состоит из семи школ и колледжей. Программа Нотр-Дама включает более 50 магистерских и докторских степеней. Университет особенно известен своим юридическим и медико-биологическим факультетами. Нотр-Дам поддерживает систему библиотек, культурных центров и научных музеев, в том числе Hesburgh Library и Snite Museum of Art.
Расположен в городе Нотр-Дам в США, в двух часах езды от Чикаго. Символ университета — собор с золотым куполом, на вершине которого находится статуя Девы Марии.
Бюджет университета составляет 18,07 млрд долларов, что является одним из крупнейших среди университетов США. Нотр-Дам ежегодно тратит на научные исследования более 240 млн долларов.

## История

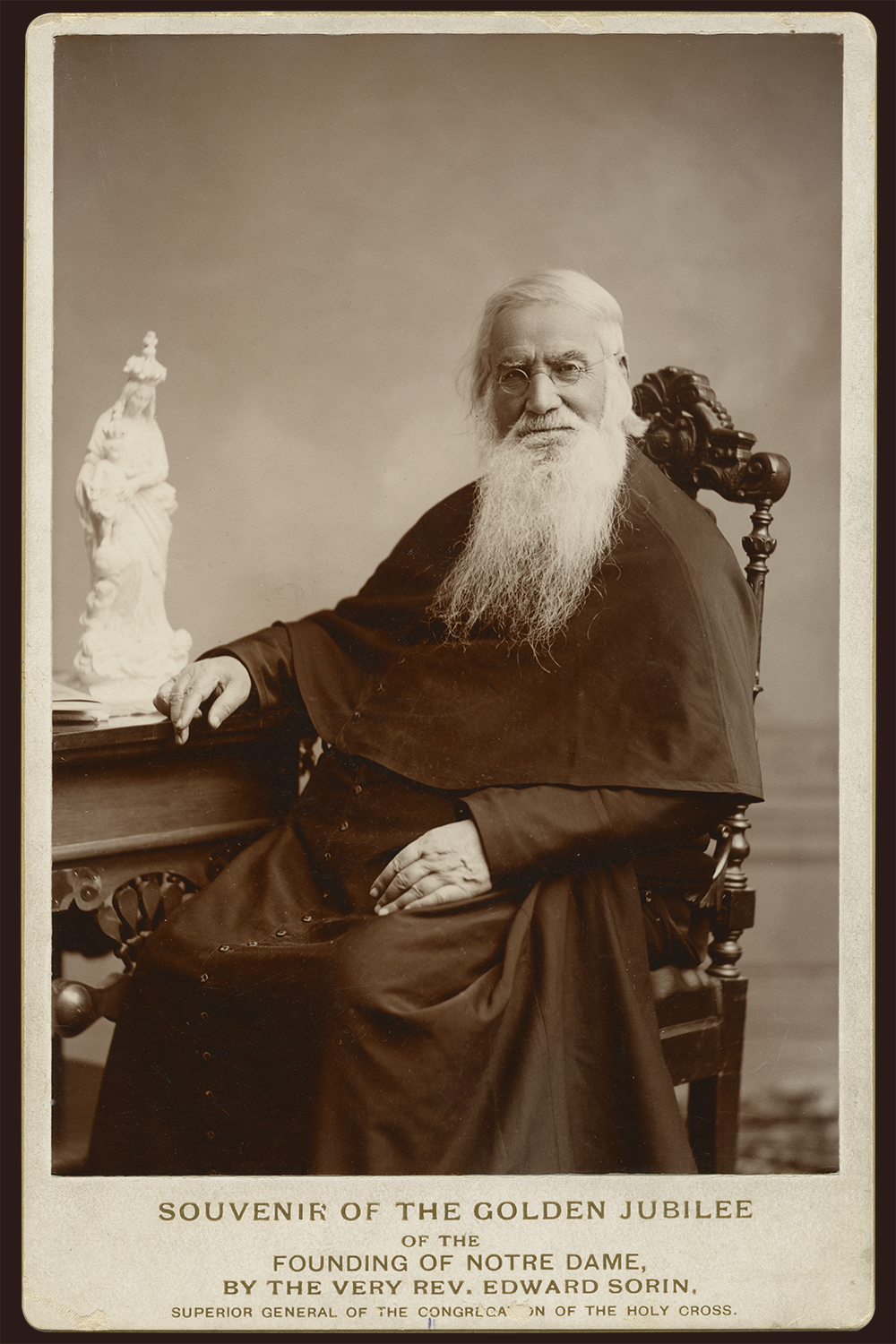
Эдвард Сорин

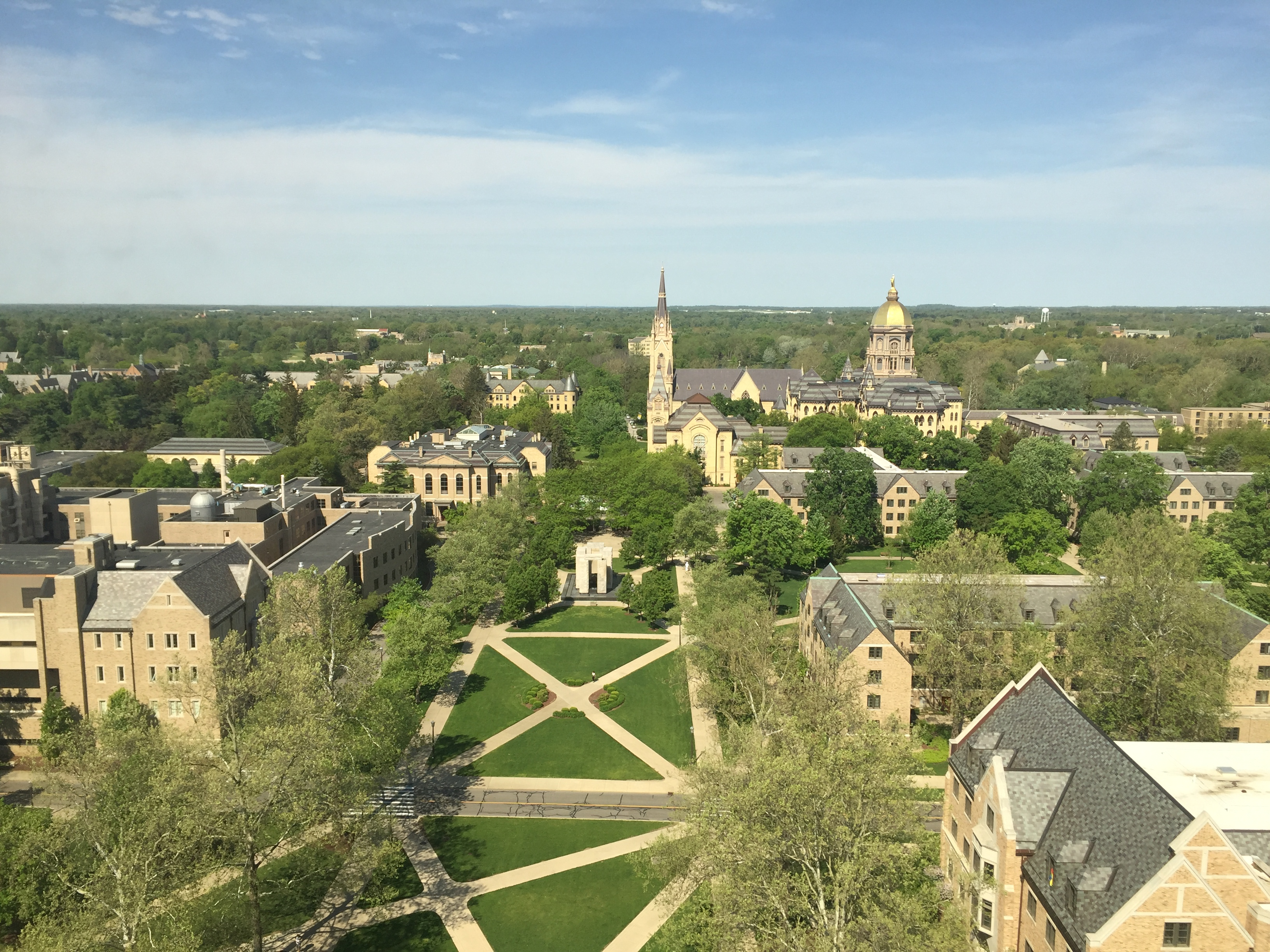
Общий вид университетского комплекса

В 1842 году епископ Венсена Селестен Рене Лоран Гинемер де ла Айландьер предложил члену Конгрегации Святого Креста Эдварду Сорину землю, при условии, что он построит на ней в течение двух лет колледж. 524 акра земли в 1830 году были приобретены Стивеном Бадином — первым католическим священником, рукоположенным в Соединенных Штатах. Сорин прибыл на место с восемью братьями Конгрегации Святого Креста из Франции и Ирландии 26 ноября 1842 года, и начал преподавание в школе, используя старую бревенчатую часовню Бадина. Одновременно он строил другие здания, в том числе Старый колледж, первую церковь и первое Главное здание (Main Building). Учебное учреждение начиналось как средняя школа, но в 1844 году получило официальный устав колледжа от Генеральной Ассамблеи Индианы с названием Университет Нотр-Дам-дю-Лак (University of Notre Dame du Lac).
Колледж присвоил свои первые степени в 1849 году. По мере того, как учебное заведение развивалось при президентстве Сорина и его преемников, были предложены новые академические программы и построены новые здания для размещения растущего числа студентов и преподавателей. Во время краткого президентства Патрика Диллона (Patrick Dillon, 1865—1866) первоначальное главное здание было заменено более крупным, в котором размещалась администрация университета, классы и общежития. В 1869 году университет открыл юридическую школу с двухгодичным курсом обучения, а в 1871 году начал строительство церкви Святого Сердца (Sacred Heart Church), ныне базилика Святого Сердца. Два года спустя Огюст Лемонье открыл библиотеку в Главном здании, которая к 1879 году насчитывала 10 000 томов.
В апреле 1879 года пожар уничтожил Главное здание и библиотечный фонд; школа немедленно закрылась, учеников отправили домой. Восстановление началось уже 17 мая, и осенью этого же года было завершено строительство нового Главного здания. Президентство Томаса Уолша (1881—1893) было сосредоточено на улучшении академической репутации и стандартов Университета Нотр-Дам-дю-Лак. В этот период были построены многие новые университетские корпуса, родилась своя футбольная программа, была учреждена Медаль Лаэтара — ежегодная награда, присуждаемая университетом за выдающиеся заслуги перед католической церковью и обществом.
В 1917 году университет присудил первую степень женщине, а первую степень бакалавра — в 1922 году. Однако до 1972 года студентки вуза были редкостью. Джеймс Бёрнс стал президентом в 1919 году и к 1921 году, с добавлением к вузу Колледжа бизнеса Мендозы, университет превратился из небольшого колледжа в учебное учреждение с пятью академическими подразделениями и юридической школой. Последующие президенты — Чарльз О’Доннелл (1928—1934) и Джон Фрэнсис О’Хара (1934—1939), способствовали как материальному, так и академическому расширению Университета Нотр-Дам-дю-Лак.

## Деятельность
В университет в разные годы вошли:
- Колледж литературы и искусств — первый и самый крупный колледж университета, основанный в 1842 году. Состоит из 20 отделений, обучение ведется по специальностям: изобразительное искусство, гуманитарные и социальные науки.
- Колледж наук (медико-биологический) — основан в 1865 году, специальности: медицина, биология, химия, математика, физика, предпрофессиональная подготовка.
- Школа архитектуры — основана в 1899 году. Программа обучения рассчитана на 5 лет, один год все студенты проводят в Риме.
- Технический колледж — основан в 1920 году. Специальности: авиакосмическая промышленность и машиностроение, химическая и биомолекулярная промышленность, гражданское строительство и геология, компьютерные науки и электротехника.
- Бизнес-колледж имени Мендозы — основан в 1921 году. Обучение ведется по специальностям: бухгалтерское дело, финансы, менеджмент и маркетинг.

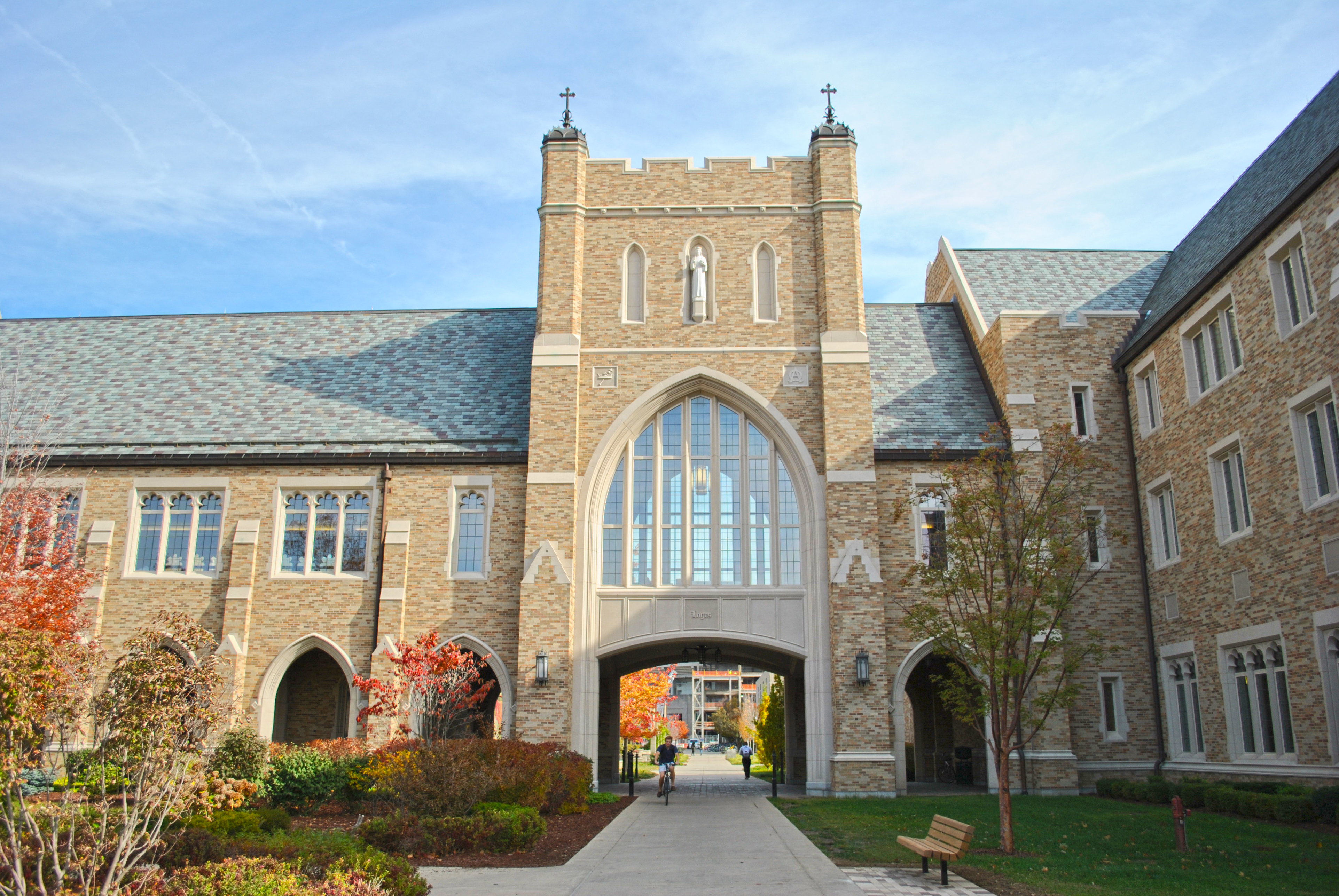
Корпус юридических дисциплин

Университет имеет самую богатую университетскую библиотеку в мире (более 3 млн печатных изданий). Здесь ведётся огромное количество исследовательских работ в самых разнообразных сферах деятельности, создано несколько исследовательских институтов.
В настоящее время общее количество учащихся составляет около 12 000 человек, из них 21-24 % — дети выпускников и 37 % студентов родом со Среднего Запада. Среди студентов — представители всех штатов США и 100 стран мира, 83 % — католики.
Университет выпускает три газеты, несколько журналов, имеется своя собственная телевизионная и радио-студия.
Группа американских астрономов под руководством Дэвида Беннетта (David Bennett) из университета объявила, что ей с помощью технологии гравитационного микролинзирования удалось засечь спутник планеты, расположенной на расстоянии 1800 световых лет от Земли. Такое случилось впервые в мире.

## Спорт
Большое внимание уделено спорту, существует 26 команд университета по 13 спортивным дисциплинам.
Футбольная команда университета — «Notre Dame Fighting Irish» считается одной из лучших в США, она входит в 1-й дивизион Национальной ассоциации студенческого спорта США. Хорошую подготовку имеет также и баскетбольная команда.
На территории университета расположено два стадиона, из них большой футбольный стадион более чем на 80 000 мест, все билеты на местные матчи раскупаются задолго до даты проведения.

## Известные персоналии

### Профессора
- Густаво Гутьеррес - профессор богословия
- Роберт Оди[англ.] — профессор философии
- Теодор Хесбург[англ.] — профессор философии, имеет самое большое количество званий почетного доктора в мире
- Витторио Хёсле — профессор философии
- Питер ван Инваген — профессор философии
- Аласдер Макинтайр — профессор философии
- Элвин Плантинга — профессор философии

### Выпускники
- Вишаус, Эрик— американский биолог, лауреат Нобелевской премии по физиологии и медицине 1995 года.
- Гонсалес Касавантес, Абрахам — государственный деятель, вице-президент Мексики (1911).
- Дуарте, Хосе Наполеон — президент Сальвадора (1984—1989).
- Хэйг, Александр (не окончил обучение) — американский военачальник, государственный деятель и дипломат.
- Райс, Кондолиза — 66-й Государственный секретарь США (2005—2009).
- Уэзерби, Джеймс — бывший астронавт НАСА.
- Фил Донахью — телеведущий.
- Реджис Филбин — телеведущий.
- Тед Лео — музыкант.
- Мэйпотер, Уильям — актёр.
- Вендт, Джордж (не окончил обучение) — актёр.
- Мэриэл Загунис — олимпийский чемпион по фехтованию.
- Дантли, Адриан — профессиональный баскетболист.
- Лэймбир, Билл — профессиональный баскетболист и тренер.
- Роббинс, Дженнифер Нидерст — пионер интернета, автор учебных пособий по веб-дизайну.
- Йоки, Френсис Паркер — американский неонацист, автор книги «Империя: философия истории и политики»